# 볼보 S60
볼보 S60(Volvo S60)은 볼보의 중형 세단이다.

## 1세대
2000년에 출시되었다. 2004년에는 고성능 버전인 S60 R이 추가되었다. 2005년에는 페이스 리프트를 거치며 범퍼가 바뀌었고, 헤드라이트 와이퍼가 없어지고, 액티브 헤드라이트, BLIS가 추가되었다. 2008년에 약간의 부분 변경을 거쳐 범퍼를 약간 다듬고, 라디에이터 그릴의 엠블럼이 커졌고, 트렁크의 볼보 로고의 간격이 넓어졌다.

## 2세대
2010년에 출시되었다.

## 3세대
2018년에 공개되었다. 생산지를 벨기에에서 미국 사우스캐롤라이나주 찰스턴으로 옮겼다. 볼보가 2019년부터 디젤 엔진 생산을 단종할 계획이라 디젤 모델이 없어졌다.

## 미디어 게임에서의 등장
- 3D운전교실